# Agostino Codazzi
Pour les articles homonymes, voir Codazzi et Agustin Codazzi.
Agostino Codazzi Bartolotti, également connu sous le nom d'Agustín Codazzi, né le 12 juillet 1793 à Lugo, dans la province de Ravenne, en Émilie-Romagne et mort le 7 février 1859 à Espíritu Santo, en Colombie, est un militaire, explorateur et géographe italien ayant participé aux guerres napoléoniennes et à la libération de l'Amérique du Sud. 
Il a notamment élaboré des cartes du Venezuela et de la Colombie.
Il est enterré au Panthéon national du Venezuela.

## Biographie
Il prend part à de nombreuses missions en Amérique latine et élabore durant celles-ci des cartes. Il effectue la triangulation d'une partie du Venezuela et de la Colombie. 
En 1889, Jean Chaffanjon rectifie sa carte du Venezuela dressée en 1841. Jules Verne l'évoque en reprenant les travaux de Chaffanjon dans son roman Le Superbe Orénoque (partie 2, chapitre II).